# Aaron Burr
Aaron Burr, Jr. (6. veljače 1756. – 14. rujna 1836.) je bio američki političar. On je bio treći potpredsjednik Sjedinjenih Američkih Država (1801. – 1805.), i služio je za vrijeme Predsjednika Thomasa Jeffersona i njegovog prvog mandata.
Nakon službe u Kontinentalnoj vojsci kao časnik u a američkom ratu za neovisnost, Burr je postao uspješan odvjetnik i političar. Dva put je izabran u Državnom zboru New Yorka (1784. – 1785., 1798. – 1799.),[1] također bio je imenovan za Državnog tužitelja New Yorka (1789. – 1791.) a potom i izabran kao senator Sjedinjenih Američkih Država (1791. – 1797.) iz države New York, i dostigao vrhunac svoje karijere  kao potpredsjednik.
1804. godine, posljednje godine njegovog mandata kao potpredsjednika, Burr je ubio svog političkog protivnika Alexandera Hamiltona, kojeg je jednom spasio tijekom Američkog rata za neovisnost, u dvoboju. Sve optužbe protiv Burra su naposljetku odbačene, ali Hamiltonova smrt je završila Burrovu političku karijeru.
Nakon što je napustio Washington, Burr je putovao na zapad u potrazi za novim prilikama, kako gospodarskim tako i političkim. Njegove aktivnosti su ga dovele do  njegova uhićenja na temelju optužbi za veleizdaju 1807. godine. Iako je naknadno suđenje rezultiralo oslobađajućom presudom, Burr je upao u financijske dugove i ostalo mu je malo utjecajnih prijatelja. U završnoj potrazi za dobre prilike, napustio je SAD i otišao u Europu. 1819. godine vraća se u SAD i počinje se baviti pravom u New Yorku. Tamo je proveo ostatak svog života.

## Rani život
Aaron Burr rođen je u Newarku, New Jersey, u 1756. kao drugo dijete velečasnoga Aaron Burra Seniora, prezbiterijanskog ministra i drugog predsjednika Fakulteta u New Jerseyju  u Newarku (1756. godine fakultet se premješta na Princeton i kasnije postaje slavno Princeton Sveučilište). Njegova majka, Esther Burr, je bila kćer Jonathana Edwardsa, poznatog kalvinističkog teologa, i njegove žene Sare.[2] Burr je imao i stariju sestru Sarah ("Sally") koja je dobila ime po svojoj baki. Ona se kasnije udala za Tapping Reevea, osnivača Litchfield Pravne škole u gradu Litchfield (Connecticut).
Burrov otac preminuo je 1757. godine, njegova majka godinu dana kasnije, te je Burr ostao siroče i bio je star samo dvije godine. On i njegova sestra u prvo živjeli s majkom i njezinim roditeljima,  ali Sara je preminula 1757. a Jonathan 1758. godine. Mladi Aaron i njegova sestra smješteni su kod Williama Shippena u Philadelphiji. 1759. dječje skrbništvo pripalo je njihovom dvadeset-jednogodišnjem ujaku Timothy Edwardsu. Iduće godine, Edwards je oženio Rhodu Ogden i preselio se s djecom u Elizabeth, New Jersey. Rhodina mlađa braća Aron Ogden i Matthias Ogden sprijateljili su se s malim Aaronom Burrom. Tri dječaka, zajedno sa svojim susjedom Jonathanom Daytonom, činili su grupu prijatelja koja je trajala doživotno .
Nakon što je odbijen jednom s 11 godina, Aaron je naposljetku primljen u drugi razred u školi u New Jerseyju, s 13 godina. (Takve škole su također akademije). Osim što je bio zaokupljen sa studiranjem, pridružio se debatnom klubu (engl. American Whig Society) i još jednom sličnom klubu, koja su ujedno bila i jedina na koledžu u to vrijeme. Diplomirao je umjetnost (tzv. Bachelor of Arts) 1772. godine, u dobi od 16 godina. Studirao je i teologiju još jednu godinu, sve dok se nije pojavio rigorozan predavač Joseph Bellamy, prezbiterijanac. Dvije godine nakon mijenja karijeru. U dobi od 19 godina preselio se u Connecticut, gdje zajedno sa svojim šogorom (sestrin muž) Tapping Reevom studira pravo.[3] 1775. godine dolazi vijest o sukobima Britanskih trupa kod Lexingtona i Concorda pa Burr pauzira sa studiranjem i prijavljuje se u Kontinentalnu vojsku.

### Rat za neovisnost
Za vrijeme američkog rata za neovisnost, Burr je bio dio ekspedicije za Quebec pukovnika Benedicta Arnolda, naporno putovanje od preko 480 kilometara (300 milja) kroz bojište koje se prostiralo na današnjem Мaineu. Kada su trupe došle do Quebeca, Burr je poslan do rijeke sv. Lovrijenca kako bi kontaktirao Generala Richarda Montgomeryja koji je osvojio Montreal i ispratio ga do Quebeca. Montgomery je unaprijedio Burra u kapetana i postavio ga sa svojeg pomoćnika (fr. aide-de-camp). Burr se istaknuo u bitci kod Quebeca te je kasnije pozvan u društvo Geogra Washingtona na Manhattanu. Odustao je nakon dva tjedna zbog velike želje za povratak na bojište.
General Israel Putnam je uzeo Burra pod svoju komandu; a zbog svojeg opreza kod povlačenja iz donjeg Manhattna u Harlem, Burr je spasio cijelu brigadu (ukljućujući Alexandra Hamiltona, koji je bio i jedan od časnika) od zarobljeništva nakon britanskog iskrcavanja na Manhattan.[2] Iako je Burr već tada bio nacionalni heroj, nikada nije dobio nikakve zasluge. Prema Burrovom polubratu Mathiasu Ogdenu, Burr je bio veoma ljut zbog incidenta , što je možda dovelo do konačnih nesuglasica između njega i Washingtona.[4][5]